# Jean Giraudoux
Jean Giraudoux (Belac, Alta Viena, 29 d'octubre de 1882 - París, 31 de gener de 1944) va ser un novel·lista i autor dramàtic occità en llengua francesa.

## Obra dramàtica
- Siegfried (1928)
- Amphitryon 38 (1929)
- Judith (1931)
- Intermezzo (1933)
- Tessa (1934)
- La Guerre de Troie n'aura pas lieu (1935)
- Supplément au voyage de Cook (1935)
- L'Impromptu de Paris (1937)
- Électre (1937)
- Cantique des cantiques (1938)
- Ondine (1939)
- Sodome et Gomorrhe (1943)
- La boja de Chaillot (La Folle de Chaillot, 1945)
- L'Apollon de Bellac (1947)
- Pour Lucrèce (1953)

## Traduccions al català
- Amfitrió 38. Traducció de Ramon Esquerra
- Intermezzo. Traducció de Ramon Esquerra. 1938